# التربية في فلسفة الديمومة

## التربية في فلسفة الديمومة أو التربية الديمومية
وقلما يشار إليها ب«المنهج الكُلي» وهي من أنواع الفلسفات التربوية، ويؤمن أتباعها بأنه يجب على المرء أن يتعلم ما يتعلق بالناس جميعا أينما كانوا، وأن التركيز يجب أن يكون على المبادئ لا على الحقائق، وبما أن الفرد بشريّ وجب عليه أن يتعلم أولا عن البشر بدلاً من التعلم عن الآلات أو التقنيات، وعن الليبرالية بدلاً من التربية النهنية. وهي فلسفة تربوية تهتم بالماضي وتركز على سموه، وتؤكد على ديمومة الكون وعدم تغير الطبيعة الإنسانية والحقيقة والمعرفة والفضيلة والجمال.
مع أن المذهب الديمومي قد يبدو مشابهًا للفلسفة الجوهرية، إلا أنها مختلفة؛ فهي تركز أولا على تنمية الشخصية، بينما تركز الجوهرية على المهارات الأساسية، وتميل إلى أن تكون أكثر مهنيةً وقائمةً على الحقائق، وأقل بكثير من التعلم الحر القائم على المبادئ.
تعتبر كلتا الفلسفتين متمحورتان حول المعلم، وذلك على عكس فلسفات التعليم الأخرى المتمحورة حول الطالب مثل التقدمية. ومع ذلك، نظرًا لأن المعلمين المرتبطين بالتربية الديمومية هم مؤلفو الروائع الغربية (أفضل الأدب الغربي من فسلفة وعلوم وأدب وفن) أنفسهم، فقد يكون هؤلاء المعلمون معرضين لأن ينقدوا الطلاب من خلال الطريقة السقراطية، والتي إذا تم تنفيذها كحوار حقيقي فإنها تقوم على التوازن بين نشاط المعلم والنشاط الطلاب وقيام المعلم بتعزيز المناقشة.

## التربية الديمومية العلمانية
تشير كلمة «الديمومة» في التربية الديمومية العلمانية إلى الشيء اللذي يدوم لفترة طويلة إلى ما لا نهاية، أو يتكرر مرارًا وتكرارًا، أو يتجدد ذاتيًا. كما روج له في المقام الأول روبرت ماينارد هاتشينز ومورتيمر أدلر. وهذا المصطلح يوصي بمنهج عالمي يعتمد على الطبيعة المشتركة والأساسية لجميع البشر، ويشتمل على التقاليد الإنسانية والعلمية. نفذ هاتشينز وأدلر هذه الأفكار بنجاح كبير في جامعة شيكاغو، حيث لا يزالان يؤثران بقوة على المناهج الدراسية في شكل المرحلة الجامعية الأساسية المشتركة. ومن بين الشخصيات البارزة الأخرى: سترينجفيلو بار وسكوت بوكانان (اللذان أطلقوا معًا برنامج الكتب العظيمة في كلية سانت جون في أنابوليس، ميريلاند)، ومارك فان دورين، وألكسندر ميكليجون، والسير ريتشارد ليفينجستون، وهو كاتب كلاسيكي إنجليزي.
يتبنى أتباع الرتبية الديمومية العلمانيون فكرة أن التعليم يجب أن يركز على التطور التاريخي لقاعدة مشتركة موجهة باستمرار نحوالمعرفة الإنسانية والفن، والقيمة الخالدة للفكر الكلاسيكي حول القضايا الإنسانية المركزية من قبل المفكرين البارزين، والأفكار الثورية الإنتقادية للتحولات أو التغييرات النموذجية التاريخية في رؤية هذا العالم. كما يتم الدفاع والدعوة إلى برنامج دراسات شديد العمومية وغير متخصص وغير مهني[1]، فهم يؤمنون إيمانا راسخا بأن تعرض جميع المواطنين لتطور الفكر من قبل أولئك الذين يتحملون المسؤولية الأكبر عن تطور التقليد الغربي الموجه هو جزء لا يتجزأ من بقاء الحريات وحقوق الإنسان والمسؤوليات الملازمة لديمقراطية حقيقية.
حيث يقول أدلر:
.. ديمقراطيتنا السياسية تعتمد على إعادة بناء مدارسنا. مدارسنا لا تخرج شباب مستعدين للمناصب العليا وواجبات المواطنة في جمهورية ديمقراطية. لا يمكن لمؤسساتنا السياسية أن تزدهر، بل قد لا تنجو إذا لم ننتج عددًا أكبر من المواطنين المفكرين الذين ربما يظهر منهم في النهاية بعض رجال الدولة كالذين كانوا لدينا في القرن الثامن عشر. نحن في الواقع أمة في خطر، ولا شيء غير الإصلاح الجذري لمدارسنا يمكن أن ينقذنا من كارثة وشيكة... مهما كان الثمن... فإن الثمن الذي سندفعه لعدم القيام بذلك سيكون أكبر بكثير [2].
كتب هوتشينز في نفس السياق:
إن الناس غير قادرين على تحقيق تعليم يذكرنا جيدًا بمعارضة كل امتداد للديمقراطية. لطالما استندت هذه المعارضة إلى الادعاء بأن الناس غير قادرين على ممارسة السلطة التي طالبوا بها. ودائمًا ما يتم التحقق من البيان التاريخي: لا يمكنك أن تتوقع من العبد أن يظهر فضائل الرجل الحر إلا إذا أطلقت سراحه أولاً. عندما يتم تحرير العبد يصبح بمرور الوقت غير قابل للتمييز عن أولئك الذين ولدوا أحرارًا... يبدو أن هناك ميلًا فطريًا للإنسان للتقليل من قدرة أولئك الذين لا ينتمون إلى «المجموعة»، أولئك الذين لا يشاركوننا خلفيتنا لا يمكن أن يمتلكون قدرات مثل قدرتنا. يبدو أن الأجانب والأشخاص الذين هم في وضع اقتصادي مختلف، والشباب اليافعين دائمًا ما يُنظر إليهم على أنهم متخلفون فكريا... [3]
كما هو الحال مع الجوهريين، فإن الديموميين محافظون تربويًا في متطلبات المناهج الدراسية التي تركز على مجالات المواد الأساسية، إلا أنهم يؤكدون على أن الهدف العام هو التعرض لأفضل مفكري التاريخ كنماذج للاكتشاف، حيث يجب أن يدرس الطالب مواد أساسية مثل اللغة الإنجليزية واللغات والتاريخ والرياضيات والعلوم الطبيعية والفلسفة والفنون الجميلة. [4] يقول أدلر: «النقاط الثلاث (The three R's)، التي تشير دائمًا إلى التخصصات الرسمية هي جوهر التعليم الليبرالي أو التعليم العام.» [5]
يتفق العلمانيون من أتباع الديمومية مع التقدميين على أن حفظ كميات هائلة من المعلومات المبنية على الوقائع والتركيز على المعلومات المنقولة من الكتب والمحاضرات لا يطور التفكير العقلاني. فهم يدعون إلى التعلم من خلال تطوير التفكير المفاهيمي الهادف والحكم عن طريق قائمة قراءة موجهة للكتب العظيمة العميقة والجمالية والهادفة للشريعة الغربية كما يجادل العلمانيون الدائمون بأن هذه الكتب كتبها أفضل المفكرين في العالم، وتشكل بشكل تراكمي «المحادثة الجيدة» للإنسانية مع مراعاة المسائل الإنسانية المركزية. حجتهم الأساسية لاستخدام الأعمال الأصلية (تقبل الترجمات المختصرة أيضًا) أن هذه هي نتاج «العبقرية».
ملاحظات هتشينز:
إن الكتب العظيمة بمثابة معلمين عظيمين؛ فهم يعرضون لنا كل يوم ما يمكن لانسان عادي القيام به، هذه الكتب تأتي من الجهل، التسائل نحو الإنسانية. عادة ما تكون الإعلانات الأولى للنجاح في التعلم. معظمها كُتب لأشخاص عاديين وموجّهة إليهم. [3]
من المهم أن نلاحظ أن المحادثة الجيدة ليست ثابتة وهو الانطباع الذي قد يحصل عليه المرء من بعض أوصاف فلسفة الديمومة، أو الخلط مع الديمومة المتدينة، أو حتى المصطلح الديمومة نفسه، فالمحادثة الجيدة ومجموعة الكتب العظيمة ذات الصلة تتغير مع تغير تفكر الإنسان أو ارتقى، وبالتالي فهي تمثل تطورًا للفكر، ولكنها لا تستند إلى نزوة عابرة أو ميول لأحدث البِدع الثقافية. ويوضح هوتشينز هذه النقطة بوضوح شديد:
في مجرى التاريخ... كُتبت كتب جديدة وفازت بمكانتها في القائمة، وهناك كتب كان يعتقد أنها تنتمي إلى تلك القائمة إلا أنه قد تم استبدالها، فهذه العملية مستمرة والتغيير دائمٌ طالما كان بإمكان المرء التفكير والكتابة. إن مهمة كل جيل هي إعادة تقييم التقليد الذي يعيش فيه، وتجاهل ما لا يمكن استخدامه، وإدخال أحدث المساهمات في المحادثة الجيدة في سياقها مع الماضي البعيد والمتوسط. ... يحتاج الغرب إلى استرداد واعادة التأكيد على مشاكله الحالية والاستفادة منها في الحكمة التي تكمن في أعمال كبار مفكريها باسم الحب [3]
فكانت الديمومية حلاً تم اقتراحه ردًا على ما اعتبره الكثيرون نظامًا تعليميًا فاشلاً. مرة أخرى يكتب هوتشينز:
إن المدارس الثانوية الأمريكية تخرج أميين، وشهادة جامعية من كلية أو جامعة مشهورة لا تضمن أن الخريج في حالة أفضل، فمن أبرز سمات المجتمع الأمريكي أن الفارق بين «غير المتعلمين» و «المتعلمين» ضئيل للغاية. [3]
في هذا الصدد، كان جون ديوي وهاتشينز متفقينن فكتاب هتشينز «التعليم العالي في أمريكا» يأسف «لمحنة التعليم العالي» التي تحولت عن تنمية الفكر ونحو التطبيق العملي المناهض للفكر الذي يرجع جزئيًا إلى الرغبة في الحصول على المال. في مراجعة سلبية للغاية للكتاب، كتب ديوي سلسلة من المقالات في مجلة "The Social Frontier" التعليمية والتي بدأت بالإشادة بهجوم هوتشينز على «الا هادف» مخططنا التعليمي الحالي. [6]
يعتقد الديموميين بأن القراءة يجب أن تُستكمل بالتحقيقات المتبادلة (بين المعلم والطالب) والمناقشات الموجهة بالحد الأدنى من خلال الطريقة السقراطية من أجل تطوير فهم تاريخي موجه للمفاهيم، كما أنهم يجادلون بأن التفكير الدقيق والمستقل يميز العقل المتقدم أو المتعلم؛ وبالتالي يؤكدون على تطور هذه القوة. فيواصل المعلم الماهر المناقشات حول الموضوع ويصحح الأخطاء في التفكير، ولكن سيكون الصف أو الفصل وليس المعلم هو الذي من سيصل إلى الاستنتاجات في حين أنه لا يوجه الفصل أو يقودهم إلى استنتاج، فقد يعمل المعلم على صياغة المشكلات بدقة في نطاق النصوص التي تتم دراستها.
في حين أن الحجة القياسية لاستخدام نص حديث تدعم تقطير المعلومات في شكل ذي صلة بالمجتمع الحديث، يجادل علماء الديمومية بأن العديد من المناقشات التاريخية وتطوير الأفكار التي قدمتها الكتب العظيمة ذات صلة بأي مجتمع في أي وقت، ووبالتالي فإن ملاءمة الكتب العظيمة للاستخدام التعليمي لا تتأثر بالزمن اللذي مر علها.
يقر الديمومين بحرية أن أي مجموعة محددة من الكتب العظيمة ستختلف في العديد من الموضوعات، ومع ذلك فإنهم يرون في ذلك ميزة وليس ضررًا، حيث يعتقدون أن الطالب يجب أن يتعلم كيفية التعرف على مثل هذه الخلافات، التي غالبًا ما تعكس المناقشات الحالية. يصبح الطالب مسؤولاً عن التفكير في الاختلافات والتوصل إلى نتيجة منطقية يمكن الدفاع عنها. هذا هو الهدف الرئيسي للمناقشات السقراطية، إنهم لا يدافعون عن تدريس تفسير علمي ثابت للكتب الذي من شأنه أن يخدع الطالب لإتاحة الفرصة له لتعلم النقد العقلاني ومعرفة عقله.

## التربية الديمومية المتدينة
كانت الديمومية في الأصل ذات طبيعة دينية، فقد طورها توماس الأكويني أولاً في القرن الثالث عشر في عمله "De Magistro" (عن المعلم).
وفي القرن التاسع عشر، قدم جون هنري نيومان دفاعًا عن المذهب الديني الدائم في فكرة الجامعة. الخطاب الختمس من هذا العمل اللذي كان بعنوان «المعرفة نهايتها الخاصة» (Knowledge Its Own End)، هو بيان حديث عن الديانة المسيحية التربوية الدائمة [7].
هناك العديد من الخيارات المعرفية التي تؤثر على الخيارات التربوية، ويمكن معاينة هذه الاحتمالات من خلال النظر في أربعة أوضاع متطرفة، كما هو موضح في الجدول التالي:
| العقلانية المثالية | عقلانية واقعية     |
| الإيمانية المثالية | الواقعية الإيمانية |
| ------------------ | ------------------ |

## الكليات اللتي تمثل هذه الفلسفة
- كلية ريد في بورتلاند، أوريغون هي كلية فنون ليبرالية علمانية مشهورة تتطلب دورة في العلوم الإنسانية لمدة عام تغطي الأدب اليوناني والروماني القديم والتاريخ والفن والدين والفلسفة. يمكن للطلاب إجراء تمديد اختياري لهذا المنهج في السنوات اللاحقة.
- كلية سانت جون (أنابوليس / سانتا في) في أنابوليس وماريلاند وسانتا في نيو مكسيكو هي كلية فنون ليبرالية علمانية مع برنامج جامعي يوصف بأنه «دورة دراسية مطلوبة بالكامل تستند إلى الكتب العظيمة للتقاليد الغربية».
- المنهج الأساسي لكلية كولومبيا بجامعة كولومبيا، هو مثال آخر معروف على الديمومية التربوية.
- إن المركز المشترك لجامعة شيكاغو الذي أنشأه مورتيمر أدلر وروبرت ماينارد هاتشينز، هو مثال آخر معروف على الدوام التربوي. على غرار كلية كولومبيا بجامعة كولومبيا، فهي مثال غير مألوف لكلية تعليمية ديمومية داخل مؤسسة بحثية كبيرة.
- برنامج متكامل في كلية سانت ماري بكاليفورنيا [1] متخصص في منهج الكتب العظيمة في كلية الفنون الحرة الكاثوليكية لاساليان في موراغا في كاليفورنيا. تم تصميم البرنامج بمساعدة أعضاء هيئة التدريس من كلية سانت جون بالولايات المتحدة.
- كلية توماس أكويناس في سانتا باولا، كاليفورنيا هي كلية مسيحية كاثوليكية تستخدم منهج الكتب العظبمة. تأسست الكلية من قبل مجموعة من الخريجين وأساتذة البرنامج المتكامل في كلية سانت ماري في كاليفورنيا، الذين أحبطتهم الليبرالية التي أصبحت مكانًا شائعًا بين أعضاء هيئة التدريس والإدارة في حرم سانت ماري بعد فترة وجيزة من الفاتيكان الثاني.
- توفر كلية جوتنبرج في يوجين بولاية أوريغون "تعليمًا واسع النطاق للفنون الليبرالية في بيئة مسيحية "بروتستانتية" مستخدمة منهج "الكتب العظيمة" يركز على "تطوير مهارات التعلم الأساسية (القراءة والكتابة والرياضيات والتفكير النقدي) وتطبيق هذه المهارات على كتابات عميقة من الماضي ".
- تمنح كلية شيمر في شيكاغو درجة البكالوريوس في الآداب للطلاب الذين يكملون برنامجًا يتكون من العلوم الإنسانية والعلوم الاجتماعية والعلوم الطبيعية والدراسات التكاملية وأطروحة التخرج العليا.
- جامعة جورج ويث في سيدار سيتي، يوتا، هي مدرسة فنون ليبرالية غير معتمدة.
- كلية توماس مور في ميريماك، نيو هامبشاير هي كلية كاثوليكية مع منهج متكامل للفنون الليبرالية. يشمل البرنامج الشعر والفلكلور والفن ونقابة الخشب. تقدم الكلية أيضًا فصلًا دراسيًا في روما، عندها يتاح للطلاب فرصة دراسة الفن والعمارة القديمة والعصور الوسطى.